# 諸弟之亂
諸弟之亂，是911年至913年契丹人部落聯盟首領耶律阿保機的幾個弟弟所發動的三次叛亂合稱，均以失敗告終。
耶律阿保機在907年取得首領「可汗」之位，任用漢人，採納他們的建議，決定要將三年一次的選汗制度改為世襲制度。為了鞏固統治，史載韓延徽助其「正君臣，定名分」。廢除三年一次的選汗制度造成守舊派反對而後釀成諸弟之亂，後來叛亂被平定。耶律阿保機更加確定要廢除契丹的政治制度，按照中原王朝漢人政治制度來創建契丹的國家機構。

## 背景
耶律阿保機在漢族知識分子：韓知古、韓延徽的影響下，決心在契丹建立帝制，像中原皇帝那樣，實現可汗權位的終身制和世襲制。但要打破契丹舊制，勢必要遭到氏族貴族的不滿和反對，為恢復和維持契丹古老的世選制，那些和耶律阿保機一樣具有當選資格的氏族貴族，即來自疊剌部的耶律阿保機的親族，便串聯在一起，拉幫結派，決心與耶律阿保機決一雌雄，以期恢復被耶律阿保機破壞的世選制度。因此，圍繞爭奪可汗權位的鬥爭隨之展開。
在耶律阿保機擔任可汗的第五年，仍然“久不受代”，沒有想要改選的意思。耶律阿保機不肯交出權力，其他人便沒有當選的機會。
耶律阿保機的親族中，最有資格和能力與耶律阿保機進行較量的是其叔父耶律轄底。耶律轄底在蒲古只謀反時逃奔渤海，在耶律阿保機取代遙輦氏後，耶律轄底從渤海歸來，被任命為新的於越。但耶律阿保機牢牢掌握著聯盟的軍事和行政實權，於越變得徒有虛名，引起了耶律轄底的不滿。他躲在幕後煽風點火，策劃於密室，並不出面。因為當初耶律阿保機在他歸來時，曾以可汗職位相讓，他拒絶了，所以道德有虧，就先輸了較量的理由。密謀的骨幹成員是耶律阿保機的幾個弟弟：耶律剌葛、迭剌、寅底石和安瑞等人，他們打著維護氏族世選制的旗號以為號召，互通聲氣，秘密串連，組成武裝叛亂集團。連續三年，發動了三次較大規模的奪權鬥爭。史稱“諸弟之亂”。
叛亂集團的中心人物是耶律阿保機的大弟弟剌葛，在聯盟任惕隱之職，常跟隨耶律阿保機征南討北，深具軍事才能，也熟諳疊剌掌故，在幾個弟弟中較有威信。三次叛亂都是由他來號召發動的。二弟疊剌智略過人，才思敏捷，頗得耶律阿保機賞識。一次阿保機讓他接待回鶻使者，本來對回鶻語言和文字一點也不瞭解的他，經過與回鶻使者短短不到十天的接觸，竟完全熟悉和掌握了回鶻語言和文字，在汗帳裡把耶律阿保機的話準確無誤地翻譯成回鶻語，並當場筆錄成文，令回鶻使者十分吃驚，當然也難以置信了，可見疊剌是何等的聰明。此後，耶律阿保機便命他根據回鶻文字創製契丹小字。餘下兩個弟弟，三弟寅底石和四弟安瑞則完全是懵懂年少，無知無畏，沒有定見，只是受其兄長剌葛的蠱惑而已，並不知道參加叛亂活動的嚴重性。

## 經過

### 第一次叛亂
911年5月，以耶律剌葛為首的四兄弟唆使耶律氏中對耶律阿保機不滿的守舊貴族，藉口索取俘虜來的漢人奴隷和牲畜，突然向阿保機發難。耶律阿保機的妻子述律平料定此事並非如此簡單，便予以拒絶。耶律剌葛四兄弟便藉機密謀，準備用武力攻取汗帳，搶奪象徵王權的旗鼓和古老的神帳。安端妻粘睦姑怕禍及己身，向耶律阿保機告密，耶律阿保機隨即採取了措施平息了第一次叛亂。但耶律阿保機鑒於骨肉之情，與諸弟登山盟誓後，原諒了他們，大家繼續維護著表面上的和諧，一切似乎風平浪靜，但在這靜謐的瞬間卻隱藏著巨大的風暴。
古人善卜。有一天晚上，述律平用占卜的方法，想預測一下部落聯盟的前程。便點燃馬糞和艾蒿，放在羊骨上炙烤。契丹的卜筮方法，羊骨被炙透乃吉兆，炙不透乃凶兆。可是在預定的時間內，羊骨不但沒有被炙透，連一道裂紋也未出現。述律平心中大驚，她把這一不吉利的占卜結果告訴了耶律阿保機，要他對四人嚴加防範，不可掉以輕心。

### 第二次叛亂
912年7月，耶律剌葛和疊剌、寅底石、安端在耶律阿保機的叔父、於越轄底的策動下，又發動了第二次叛亂，新任惕隱滑哥也參謀其中。這次叛亂與第一次相比，力量更為強大，聯盟內部的幾個最重要的官員於越、惕隱和夷離堇都行動起來了，組成了強大的叛亂集團，對耶律阿保機的汗位提出了嚴重的挑戰。當叛亂發生時，耶律阿保機正領兵於外，親征術不姑部，命耶律剌葛分兵攻平州（今河北盧龍）。正當耶律阿保機從西南返回途中，耶律剌葛等四兄弟領兵阻道，直言不諱地要求阿保機恢復部落世選制，讓他們四人也有獲得當選可汗的機會和權利。耶律阿保機沒有與他們發生正面衝突，反而引兵南移，來到十七濼。當機立斷，於當天舉行了隆重的繼任可汗的燒柴祭天儀式和選舉儀式柴冊儀。在熊熊燃燒的大火中，耶律阿保機率領各部落長老，祭告祖先和神靈，向東南朝拜太陽神，鄭重宣佈繼任可汗，重掌旗鼓和神帳，繼續擔任契丹八部聯盟的可汗。耶律阿保機這一先發制人的舉措，一下子就取得了政治上的優勢，不但鞏固了權位，還可高舉維護傳統的選舉制的旗幟，以正義之師的名義，率領大軍征討以耶律剌葛為首的叛亂分子。

### 稍作緩和
耶律剌葛等人得知耶律阿保機繼任可汗的傳統儀式舉行完畢後，再也沒有了反抗的理由。於次日紛紛向耶律阿保機繳械投降，表示臣服。耶律阿保機再一次寬容了他們，只把他們囚禁起來，交待清楚問題，但是並未予以重罰，使四兄弟有機可乘。耶律剌葛等人在吸取了兩次叛亂的經驗和教訓以後，又謀劃了更加縝密的叛亂計劃，因此，這次的風暴來得更迅捷猛烈。規模超過了以往任何一次，乙室部落的貴族也積極參與進來了，共同組成了更龐大的叛亂集團。

### 第三次叛亂
913年3月，以耶律剌葛為首的叛亂集團，乘著耶律阿保機出征蘆水之機，三管齊下，一面派疊剌、安端領軍千餘騎，謊稱向耶律阿保機彙報工作，藉機下手謀刺耶律阿保機；一面派寅底石去劫奪耶律阿保機的行宮，奪取天子旗鼓和神帳；一面引眾至乙室部落長老堇澱處，自製旗鼓，圖謀篡位。
耶律阿保機是何等聰明的一代聖主，他及時發覺了這個陰謀，立即佈下天網地羅、設伏以待。疊剌、安端素無軍事鬥爭的經驗，豈是老謀深算的耶律阿保機的對手，很快束手就擒。耶律阿保機隨後引軍北上，追擊耶律剌葛。但由寅底石率領的另一支叛軍，卻進展順利，直搗耶律阿保機的可汗營帳，留守營帳的述律平率領自己的親軍珊瑚軍據險自守，終抵擋不住如洪水般兇猛的叛軍，他們放火燒燬大批輜重、武庫和廬帳，搶走了象徵王權的旗鼓和神帳。述律平沉著應戰，一面領兵救火，一面派兵去追，但也只把旗鼓奪回。
耶律刺葛自詡為可汗，聽說耶律阿保機揮師來追，便向北逃竄。耶律阿保機追至土河後，便暫時停止了追擊。耶律阿保機十分傷感地說：“人非草木，孰能無情，他們是我的兄弟，胡馬依北風，人情懷故鄉，時間長了，他們自會回來的。”意在麻痹耶律剌葛，其實，他已安排好了他的心腹侍衛軍和已被征服的鄰族室韋、吐渾等，在耶律剌葛逃亡的必經之路上，設下埋伏。最終徹底擊潰了耶律剌葛的叛軍，奪回了神帳。生擒耶律剌葛、轄底、寅底石等叛將。

## 亂事結束後與影響
第三次叛亂持續了兩個月之久，戰亂的規模是空前的，所造成的損失是巨大的。耶律阿保機說：“過去大軍出征，輜重連綿數里，民間原有精馬萬匹，而今只能徒步，牲畜死亡十之八九；過去糧肉充盈，現在士卒只能煮馬駒採野菜以為食。”遂下令處死耶律轄底、滑哥和乙室部的迪裡古等300多人。但對其兄弟卻網開一面，叛亂首領耶律剌葛和疊剌二人杖而釋之；寅底石和安端念其年幼無知，甚至被免罪，不加處置。
之後，耶律阿保機加快了建立國家的步伐。在913年冬天，再次召集氏族部落長老會議，在蓮花濼燔柴舉行了隆重的傳統選汗儀式，再次確定了自己的權威。